# 稻荷一
稻荷一（日语：イナリワン），是日本純種競賽馬匹。生涯於泥地及草地賽事均有實績，曾勝出東京大賞典、寶塚紀念及春季天皇賞等賽事，與小栗帽及超級溪流一同被稱爲「平成三強」。

## 出賽前
1984年5月7日出生於北海道門別町（今日高町）山本實儀牧場，成長途中被馬主保手濱忠弘購入。
其後交由大井競馬場練馬師福永二三雄訓練。

## 競賽生涯

### 3歲（現2歲）
1986年12月9日出戰大井競馬場的3歲新馬戰，比賽途中發揮實力成功以4馬位優秀取得首勝。

### 4歲（現3歲）
1987年原定以春季的羽田盃及東京打吡爲目標，但因身體狀況取消計劃進入休養。
休養過後於5月復出，成功以凌厲的姿態斬獲六連勝。
11月11日出戰南關東三冠尾關東京王冠賞，比賽途中以優勢的速度壓過對手，拋離第二的Champion Star 1馬位取得勝利。
其後出戰東京灣盃，於其中以輕鬆的姿態取得八連勝。

### 5歲（現4歲）
1988年以金盃作爲年度首戰，由於比賽開始後漏閘而需要於後方追走，進入直路後雖然爆發速度，但最終仍然未能最上率先衝出的賽駒吞下生涯首敗得第三。
其後出戰帝王賞，依然受到天雨及軟地的影響，其始終處於後方爲矮未能提速，最終以第七大敗。
8月10日出戰東京盃，再度受到軟地影響下，於直路無法進一步加速，未能超越前方賽駒下以第五完賽。
11月23日受到邀請出戰全日本純種馬盃，首次前往笠松競馬場參戰。比賽開始後，其順着慢步速於第二的先頭位置推進，然而於第三彎道開始被後方衝刺的Fate Northern追擊，最終被對手超越下取得第二。
其後出戰東京大賞典，賽前獲得第三人氣，比賽開始後，第二人氣的Aeroplane展開慢放，而稻荷一則於後方位置緩慢追走，進入直路後爆發末腳以1/2馬位優勢取得勝利。

### 6歲（現5歲）
1989年1月10日，陣營按照原定的計劃宣佈將其轉籍至中央，並交由美浦訓練中心之鈴木清馬房訓練，並將馬主名義更改爲本名保手濱弘規。
2月11日出戰昴宿錦標，比賽開始後其處於後方的位置，雖然進入直路後處於第二，但於些微失速下最終以第四完賽。
其後出戰阪神大賞典，比賽初段再度採用後追戰術，然而於直路途中受到Slew O'Dyna的斜行影響未能最大程度衝刺，最終以第六名衝線。但賽後審議認爲Slew O'Dyna之行爲存在犯規，最終對手被判處喪失資格下稻荷一得以遞補至第五名的位置。
4月29日出戰春季天皇賞，改由武豐策騎。比賽開始後，其處於中團靠後位置追走，但於通過第二彎道後加速，通過第四彎道後更進佔先頭第四的位置，進入直路後，其奮力衝刺並閃入Mr.Cyclennon及Running Free之間，不斷加速之下成功於最後200米衝出並進入獨走狀態，最終拋離後方賽駒5馬位之下取得首個分級賽冠軍，亦以3分18.8秒的時間打破賽事紀錄。
6月11日出戰寶塚紀念，僅次於上年度皋月賞馬八重無敵獲得第二人氣。比賽開始後，其緊隨領放的Dyna Carpenter及Shiyono Roman於第三推進，通過第三彎道後超越Shiyono Roman進佔第二的位置。進入直路後，其隨即加速衝刺並取得領先，最終爆發速度之下成功抵擋後上的Fresh Voice以頸位優勢取得勝利。
然而進入秋季後，其未能延續春季的優秀戰績，先於每日王冠以鼻位憾負小栗帽得第二，其後更於秋季天皇賞及日本盃分別以第六及第十一落敗。
12月24日出戰有馬紀念，和小栗帽及超級溪流形成三強對決的局面。比賽開始後，其餘兩名強敵選擇於先頭推進，而稻荷一則於後方等待時機。通過第三彎道時候，小栗帽超越領放馬取得領先，超級溪流則逐步發力，此時稻荷一仍然處於中團位置。然而進入直路後，稻荷一由馬群中央抽入內欄加速，不斷衝刺之下迫近前方的兩名對手，最終於其爆發末腳之下，與超級溪流以平頭姿態通過終點線，而照片則判定稻荷一而鼻位優勢險勝。
年末，由於其於年間三勝一級賽並稱霸春秋大獎賽，因而於評選中分別以144及140票當選最佳5歲及以上雄馬和日本馬王。

### 7歲（現6歲）
1990年以阪神大賞典作爲年度首戰，最終受到62公斤超重負磅影響之下以第五完賽。
其後出戰春季天皇賞以連霸爲目標，但於直路未能追上率先衝出的超級溪流以1/2馬位落敗得第二。
6月10日出戰寶塚紀念，比賽初段選擇於後方等待時機，但進入直路後未能表現出明顯的加速，最終以第四完賽。
進入秋季後原定以產經賞及秋季天皇賞爲目標，但由於右前腳球節出現不適而放棄計劃，最終陣營宣佈安排其退役並於12月23日在中山競馬場舉行退役儀式。

### 詳細賽績
| 日期       | 舉辦國家 | 馬場 | 距離   | 級別 | 賽事名稱         | 負重 | 騎師     | 馬號 | 出馬 | 名次 | 時間   | 頭馬（二馬）        |
| ---------- | -------- | ---- | ------ | ---- | ---------------- | ---- | -------- | ---- | ---- | ---- | ------ | ------------------- |
| 9/12/1986  | 日本     | 大井 | 泥1000 |      | 3歲新馬          | 53   | 宮浦正行 | 6    | 9    | 1    | 1:03.2 | （Silver Cedes）    |
| 1/2/1987   | 日本     | 大井 | 泥1400 |      | 4歲151萬獎金以下 | 54.5 | 宮浦正行 | 1    | 8    | 退賽 | 退賽   | Champion Star       |
| 20/5/1987  | 日本     | 大井 | 泥1500 |      | 4歲155萬獎金以下 | 54   | 宮浦正行 | 6    | 8    | 1    | 1:37.2 | （Esperanto）       |
| 14/6/1987  | 日本     | 大井 | 泥1600 |      | 4歲360萬獎金以下 | 54   | 宮浦正行 | 9    | 10   | 1    | 1:45.4 | （Mr.Shu）          |
| 28/6/1987  | 日本     | 大井 | 泥1600 |      | 丁香特別         | 54   | 宮浦正行 | 8    | 12   | 1    | 1:44.1 | （Lindo Machine）   |
| 21/8/1987  | 日本     | 大井 | 泥1600 |      | 龍膽特別         | 55   | 宮浦正行 | 9    | 10   | 1    | 1:43.2 | （New Takara Hime） |
| 23/9/1987  | 日本     | 大井 | 泥1700 |      | Twinkle Age盃    | 54   | 宮浦正行 | 1    | 8    | 1    | 1:50.0 | （Hanaki Ryu）      |
| 11/11/1987 | 日本     | 大井 | 泥2600 |      | 東京王冠賞       | 57   | 宮浦正行 | 3    | 10   | 1    | 2:52.7 | （Champion Star）   |
| 28/12/1987 | 日本     | 船橋 | 泥2000 |      | 東京灣盃         | 57   | 宮浦正行 | 4    | 10   | 1    | 2:10.4 | （Maruken Aquila）  |
| 3/3/1988   | 日本     | 大井 | 泥2000 |      | 金盃             | 54.5 | 宮浦正行 | 4    | 11   | 3    | 2:06.8 | Champion Star       |
| 13/4/1988  | 日本     | 大井 | 泥2000 |      | 帝王賞           | 56   | 宮浦正行 | 2    | 14   | 7    | 2:08.2 | Champion Star       |
| 10/8/1988  | 日本     | 大井 | 泥1600 |      | 關東盃           | 54   | 宮浦正行 | 2    | 10   | 5    | 1:40.9 | Eagle Chateau       |
| 2/11/1988  | 日本     | 大井 | 泥2400 |      | 東京紀念         | 54   | 宮浦正行 | 6    | 10   | 3    | 2:36.2 | Dashi Hosho         |
| 23/11/1988 | 日本     | 笠松 | 泥2500 |      | 全日本純種馬盃   | 56   | 宮浦正行 | 3    | 10   | 2    | 2:50.1 | Fate Northern       |
| 29/11/1988 | 日本     | 大井 | 泥3000 |      | 東京大賞典       | 56   | 宮浦正行 | 2    | 12   | 1    | 3:17.3 | （Aranas Monta）    |
| 11/2/1989  | 日本     | 京都 | 草2000 |      | 昴宿錦標         | 58   | 小島太   | 4    | 9    | 4    | 2:02.8 | Chunika O           |
| 12/3/1989  | 日本     | 阪神 | 草3000 | GII  | 阪神大賞典       | 57   | 小島太   | 7    | 11   | 5    | 3:07.7 | Namura Mononofu     |
| 29/4/1989  | 日本     | 京都 | 草3200 | GI   | 春季天皇賞       | 58   | 武豐     | 1    | 18   | 1    | 3:18.8 | （Mr.Cyclennon）    |
| 11/6/1989  | 日本     | 阪神 | 草2200 | GI   | 寶塚紀念         | 56   | 武豐     | 3    | 16   | 1    | 2:14.0 | （Fresh Voice）     |
| 8/10/1989  | 日本     | 東京 | 草1800 | GII  | 每日王冠         | 59   | 柴田政人 | 4    | 8    | 2    | 1:46.7 | 小栗帽              |
| 29/10/1989 | 日本     | 東京 | 草2000 | GI   | 秋季天皇賞       | 58   | 柴田政人 | 7    | 14   | 6    | 1:59.8 | 超級溪流            |
| 26/11/1989 | 日本     | 東京 | 草2400 | GI   | 日本盃           | 57   | 柴田政人 | 12   | 15   | 11   | 2:23.8 | 好利時              |
| 24/12/1989 | 日本     | 中山 | 草2500 | GI   | 有馬紀念         | 56   | 柴田政人 | 15   | 16   | 1    | 2:31.7 | （超級溪流）        |
| 11/3/1990  | 日本     | 阪神 | 草3000 | GII  | 阪神大賞典       | 62   | 柴田政人 | 1    | 6    | 5    | 3:11.3 | Osumi Shadai        |
| 29/4/1990  | 日本     | 京都 | 草3200 | GI   | 春季天皇賞       | 58   | 柴田政人 | 7    | 16   | 2    | 3:22.0 | 超級溪流            |
| 10/6/1990  | 日本     | 阪神 | 草2200 | GI   | 寶塚紀念         | 56   | 柴田政人 | 2    | 10   | 4    | 2:15.1 | Osaichi George      |

## 退役後
退役後，稻荷一成爲了配種馬，北海道門別町（今日高町）日高輕種馬農協門別種馬場休養，在1991年配種。首批子嗣於1992年出生，首批子嗣可於1994年出賽。
2004年由配種馬退役，被轉移至同町的Pony牧場以功勞馬身份進行養老生活。
2010年7月被轉移至茨城縣北茨城市Old West馬術俱樂部繼續養老，2014年12月前往北海道占冠村Alps Pension。
2016年2月7日，於養老地因衰老以32歲高齡死亡。

## 血統簡介
父系Mill George爲美國賽駒，生涯戰績不佳僅得兩勝，但退役後配種成績優秀，如後代之中有1990年寶塚紀念冠軍Osaichi George。祖父水車礁石爲美國出生的英國賽駒，生涯戰績極佳，曾勝出葉森打吡、日蝕大賽、英皇佐治六世及皇后伊利沙伯錦標及凱旋門大賽四項歐洲一級賽。
母系Teito Yashima爲日本馬匹，生涯無出賽紀錄。祖父Larkspur爲愛爾蘭賽駒，生涯戰績優秀，曾勝出葉森打吡。

### 血統表
| 父線：水車礁石系（Never Bend系）      |                              |                 |                |
| 種馬 Mill George 1975年（棗色）       | 水車礁石 1968年（棗色）      | Never Bend      | Nasrullah      |
| 種馬 Mill George 1975年（棗色）       | 水車礁石 1968年（棗色）      | Never Bend      | Lalun          |
| 種馬 Mill George 1975年（棗色）       | 水車礁石 1968年（棗色）      | Milab Mill      | Princequillo   |
| 種馬 Mill George 1975年（棗色）       | 水車礁石 1968年（棗色）      | Milab Mill      | Virginia Water |
| 種馬 Mill George 1975年（棗色）       | Miss Charisma 1967年（棗色） | Ragusa          | 里博           |
| 種馬 Mill George 1975年（棗色）       | Miss Charisma 1967年（棗色） | Ragusa          | Fantan         |
| 種馬 Mill George 1975年（棗色）       | Miss Charisma 1967年（棗色） | Matatina        | Grey Soverign  |
| 種馬 Mill George 1975年（棗色）       | Miss Charisma 1967年（棗色） | Matatina        | Zanzara        |
| 繁殖雌馬 Teito Yashima 1970年（棗色） | Larkspur 1969年（栗色）      | Never Say Die   | Nasrullah      |
| 繁殖雌馬 Teito Yashima 1970年（棗色） | Larkspur 1969年（栗色）      | Never Say Die   | Singing Grass  |
| 繁殖雌馬 Teito Yashima 1970年（棗色） | Larkspur 1969年（栗色）      | Skylarking      | Precipitation  |
| 繁殖雌馬 Teito Yashima 1970年（棗色） | Larkspur 1969年（栗色）      | Skylarking      | Woodlark       |
| 繁殖雌馬 Teito Yashima 1970年（棗色） | Yashima Jet 1960年（棗色）   | 蘇龍那威        | Solferino      |
| 繁殖雌馬 Teito Yashima 1970年（棗色） | Yashima Jet 1960年（棗色）   | 蘇龍那威        | Anyway         |
| 繁殖雌馬 Teito Yashima 1970年（棗色） | Yashima Jet 1960年（棗色）   | Yashima Nishiki | Theft          |
| 繁殖雌馬 Teito Yashima 1970年（棗色） | Yashima Jet 1960年（棗色）   | Yashima Nishiki | Kamimasa       |
| 雌系：號族：5-h                       |                              |                 |                |
| 五代內近親交配：Nasrullah 4×5×4       |                              |                 |                |

## 命名由來
名字中，Inari（イナリ）是馬主保手濱弘規冠名，出自大井競馬場附近、位於東京都大田區之穴守稻荷神社的名字，One（ワン）則帶有「第一」的意思。

## 外部連結
- 稻荷一 netkeiba.com （页面存档备份，存于）
- 血統表 （页面存档备份，存于）